# Ленинградская (станица)

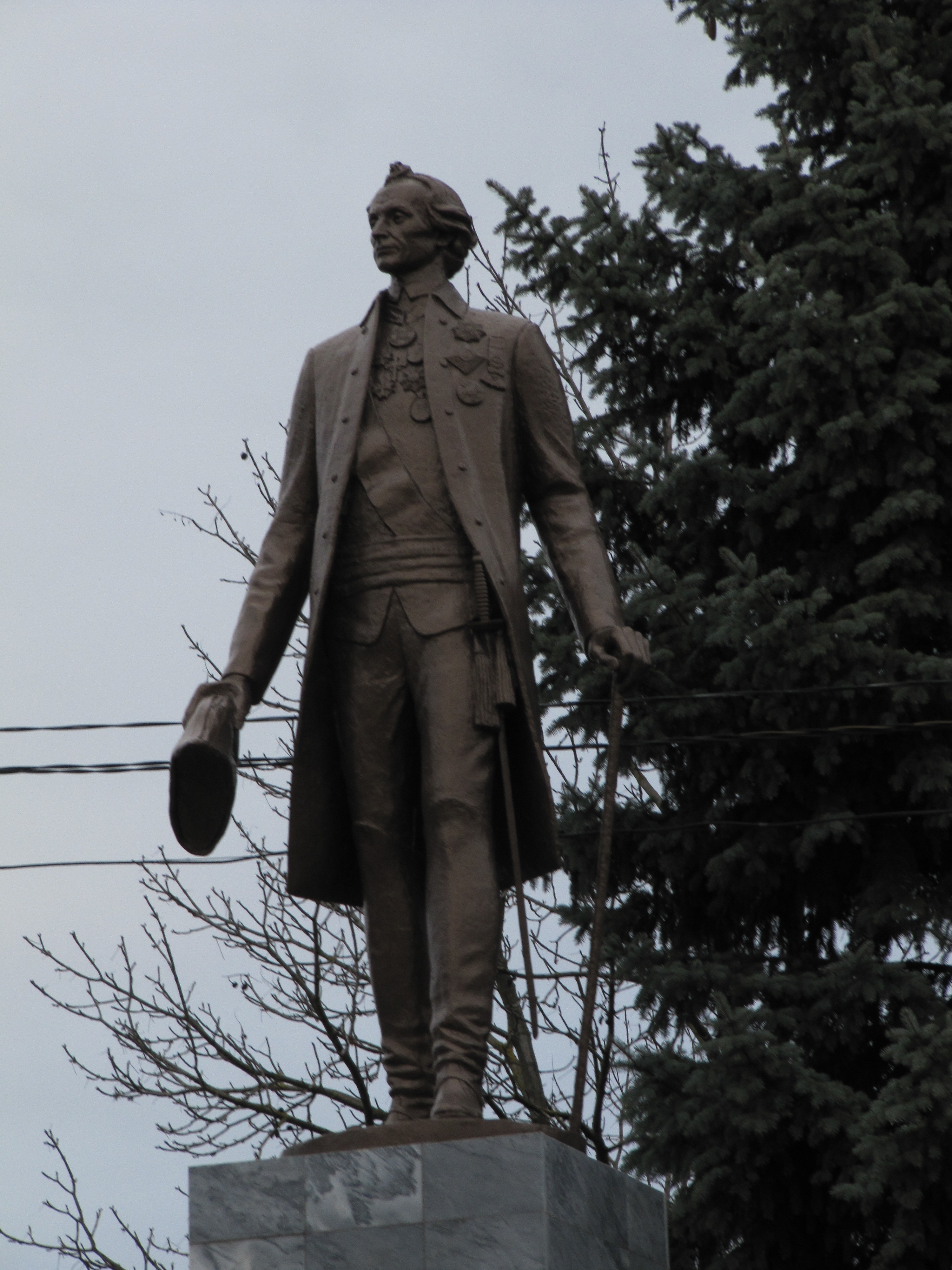
Памятник Суворову в станице Ленинградской

Ленингра́дская  (до 1934 года — У́манская) — крупная станица на севере Краснодарского края, административный центр Ленинградского района.
Численность населения — 36 тыс. жителей.
Протяженность станицы с севера на юг — 4 км, с запада на восток — 7 км.
Административный центр Ленинградского сельского поселения  (второе по количеству жителей сельское поселение в России).

## География
Расположена в северной, степной зоне Краснодарского края, на реке Сосыка (приток Еи) в пределах Кубано-Приазовской низменности. Расстояние (по автодорогам) до Краснодара — 180 км, до Ростова-на-Дону— 120 км.

## История
Основана в 1794 году черноморскими казаками, переселёнными на Кубань.
До 1934 года станица носила название У́манская.
Уманская (изначально У́манский куре́нь) — это одно из первых 40 поселений Кубани.
Уманский курень получил своё название по одноимённому куреню Запорожской сечи, в котором жили выходцы из окрестностей украинского города Умань.
В 1842 году, после того как поселение значительно выросло, Уманский курень получил статус — станица Уманская.
Казачьи полки станицы Уманской принимали активное участие в русско-турецких войнах 1828—1829 годов и 1877—1878 годов, Кавказской войне. В 1867 году станицу посещал Великий князь Михаил Николаевич, цель визита была инспекционной, поскольку Кавказская война серьёзно ударила по экономике края.
Статья из ЭСБЕ (конец XIX века):
Уманская — станица Кубанской области, Ейского отдела. 8783 жителя, церковь, 2 школы. Торгово-промышленных заведений 43, мельниц 40 (из них 1 паровая), 5 маслобоен, свечной зав. 1, щерстобитных и бондарных 2. Войсковая больница, почтово-телеграфное отделение. Хлебопашество и скотоводство.
В 1902—1920 годах станица Уманская являлась административным центром Ейского отдела Кубанской области. В 1913 году в станице проживало 23 800 жителей (13 751 казак, 10 049 иногородних). Из казачьего населения станицы Уманской и других станиц полкового округа формировались 1, 2 и 3 Уманский конные полки, 17 Кубанский пластунский батальон.
В марте 1918 года, в ходе Гражданской войны, станица с боями была занята группой войск Красной армии под командованием Жлобы Д. П., в станице была установлена советская власть, противостояла им оставшаяся в станице после Первого Кубанского похода часть казаков отряда Покровского. В июле 1918 года красные были выбиты Добровольческой армией. Окончательно советская власть в станице была установлена в марте 1920 года. В августе 1920 с целью проведения агитации станицу посещал Калинин М. И..
В 1920—1924 годах станица Уманская относилась к Ейскому отделу Кубано-Черноморской области РСФСР с центром в городе Ейске. В 1924—1927 годах Уманская была центром Уманского района Юго-Восточной области (позднее — Северо-Кавказского края РСФСР). В 1927—1934 годах станица Уманская находилась в составе Павловского района Кубанского округа Азово-Черноморской области. С 1934 года, получившая новое название, станица Ленинградская стала центром Ленинградского района Кубанского округа Азово-Черноморской области (с 1937 года — Краснодарского края).
Поздней осенью 1932 и зимой 1933 в станице Уманская от голода умерли сотни жителей.
В 1933 году, в период сталинских репрессий, выжившее население станицы «за „подрыв“ плана хлебозаготовок» было почти в полном составе (1200 семей) принудительно депортировано в северные районы СССР и Казахстан. В станицу были заселены военнослужащие Белорусского и Ленинградского военных округов с семьями. В 1934 году станица была переименована в Ленинградскую (на основании постановления Президиума ВЦИК от 20 июня 1934 года). В тот же период значительно уменьшенное население станицы активно пополняли переселенцы из других регионов России и Украины.

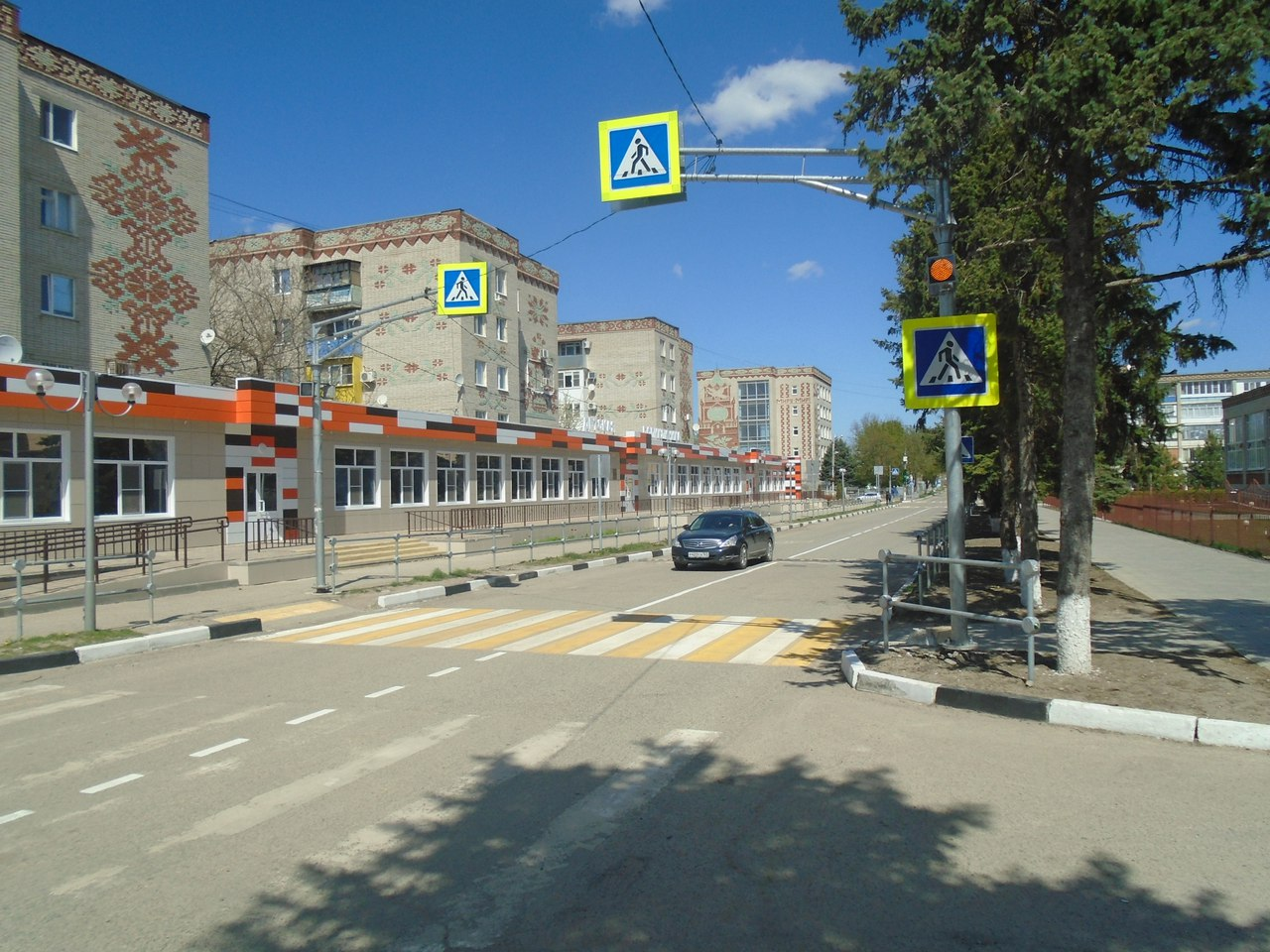
Центр станицы Ленинградской

В начале Великой Отечественной войны с июля по август 1941 года, в дубовой роще станицы Ленинградской дислоцировалась 302-я горнострелковая дивизия. Организацией обороны Северного Кавказа занимался Буденный С. М., который лично побывал и в станице Ленинградской. С августа 1942 года до февраля 1943 года станица находилась под немецкой оккупацией, освобождена 4 февраля 1943 года бойцами 417-й Сивашской стрелковой дивизии.

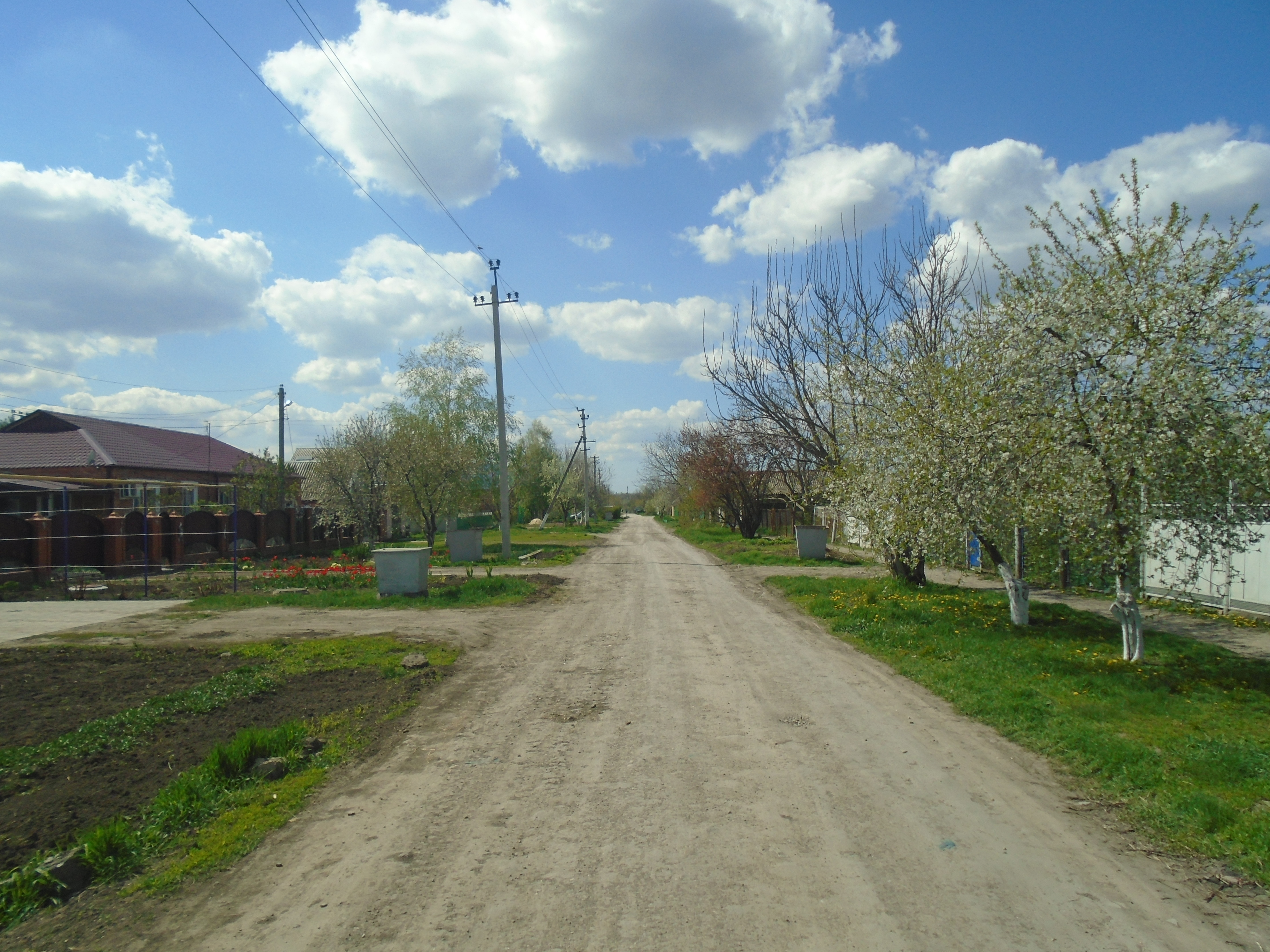
Окраина Ленинградской

## Население
Численность населения в 2021 г. — около 37 тыс. жителей. Национальный состав, преимущественно, русский.
Работающее население занято, в основном, в пищевой промышленности, сельском хозяйстве, сфере услуг, малом предпринимательстве.
В криминальном плане обстановка в станице довольно спокойная. 
| 1897    | 1913    | 1939    | 1959    | 1970    | 1979    | 1989    | 2002    |
| ------- | ------- | ------- | ------- | ------- | ------- | ------- | ------- |
| 8793    | ↗23 800 | ↘14 515 | ↗17 824 | ↗26 750 | ↗30 707 | ↗34 554 | ↗38 218 |
| 2010    | 2021    |         |         |         |         |         |         |
| ↘36 940 | ↘35 561 |         |         |         |         |         |         |

### Национальный состав
| Народ    | Численность, чел. | Доля от указавших национальность % |
| -------- | ----------------- | ---------------------------------- |
| русские  | 35 505            | 92,9 %                             |
| украинцы | 851               | 2,2 %                              |
| армяне   | 465               | 1,2 %                              |
| белорусы | 286               | 0,7 %                              |
| цыгане   | 197               | 0,5 %                              |
| немцы    | 150               | 0,4 %                              |
| другие   | 764               | 2 %                                |
| Всего    | 38 218            | 100,00 %                           |

### Язык
По данным переписи 1897 года:
| Язык          | Численность, чел. | Доля     |
| ------------- | ----------------- | -------- |
| Малорусский   | 9 748             | 87,53 %  |
| Великорусский | 1 303             | 11,70 %  |
| Другие        | 86                | 0,77 %   |
| Итого         | 11 137            | 100,00 % |

В настоящее время официальным и основным языком станицы является русский.

## Экономика
- Базовая отрасль экономики — сельскохозяйственное производство. Крупнейшее сельскохозяйственное предприятие — «ОАО Имени Ильича».
- Ведущая отрасль промышленности — пищевая. Крупнейшие промышленные предприятия — Сахарный завод «Ленинградский» и Сыродельный комбинат «Ленинградский»[17].
- В станице имеется гипермаркет сети «Магнит».

## Транспорт
Через станицу проходят две федеральные трассы, соединяющие Ленинградскую с соседними райцентрами — Павловская, Каневская, Староминская, Кущевская.
В центре станицы имеется автостанция с автобусными рейсами, связывающими Ленинградскую, с многими городами в Краснодарском крае и за его пределами. Осуществляются ежедневные рейсы автобусов в Краснодар и Ростов-на-Дону.
В районе промзоны имеется железнодорожная станция Уманская на ветке Староминская — Сосыка-Ростовская. C 1998 года участок пути от станции Уманская до станции Сосыка-Ростовская разобран. С этого же времени прекращено пассажирское сообщение. В настоящее время осуществляются только грузовые перевозки между станциями Староминская-Ейская и Уманская.

## Социальная сфера
- В станице функционируют учреждения среднего профессионального образования: Ленинградский социально-педагогический колледж[18] и Ленинградский технический колледж[19], шесть общеобразовательных школ, музыкальная, художественная, спортивная школы, школа-интернат для детей с отклонениями в развитии[20].
- Здравоохранение в станице: центральная районная больница[21], детская поликлиника[22], два негосударственных медицинских центра[23][24].

## СМИ
- Газета — «Степные зори», издается с 26 марта 1934 года, тираж более 5 тысяч.
- Телевидение — телеканал «Стимул-ТВ» 37 ТВК https://www.youtube.com/channel/UCWZUKutNuuDlFbcsqKY25XQ?view_as=subscriber, основано в 1992 году.
- Радио — «Ленинградский ХИТ» 106,5 МГц (сетевой партнёр Хит ФМ), основано 2008 году; «Первое Ленинградское радио» 102,7 МГц (сетевой партнер радио Ретро ФМ), основано 2023 году.

## Достопримечательности
- Кинотеатр «Горн» — первый в России сельский стационарный кинотеатр. Здание кинотеатра построено на средства купеческой семьи Смысловых в 1897—1907 годах. Имеет статус памятника архитектуры регионального значения[25].
- Храм Трёх Святителей, возведен в 1991—2008 годах[26].
- Ленинградский районный историко-краеведческий музей.
- Памятный мемориал воинам Великой Отечественной войны, открыт в 1985 году, включает Вечный огонь, памятник — триединую фигуру пехотинца, летчика и партизана, аллею Славы — каменные плиты с начертанными на них именами всех станичников, павших на полях войны.
- Памятник — Самолёт МИГ-17 (МИГ-15бис) с надписью «Славным защитникам Родины. Лётчикам Черниговского военного училища. В 1943—1945 годах училище дислоцировалось в станице Ленинградской».
- Памятник труженикам тыла.
- Памятная стела в честь 200-летия Уманского казачества.

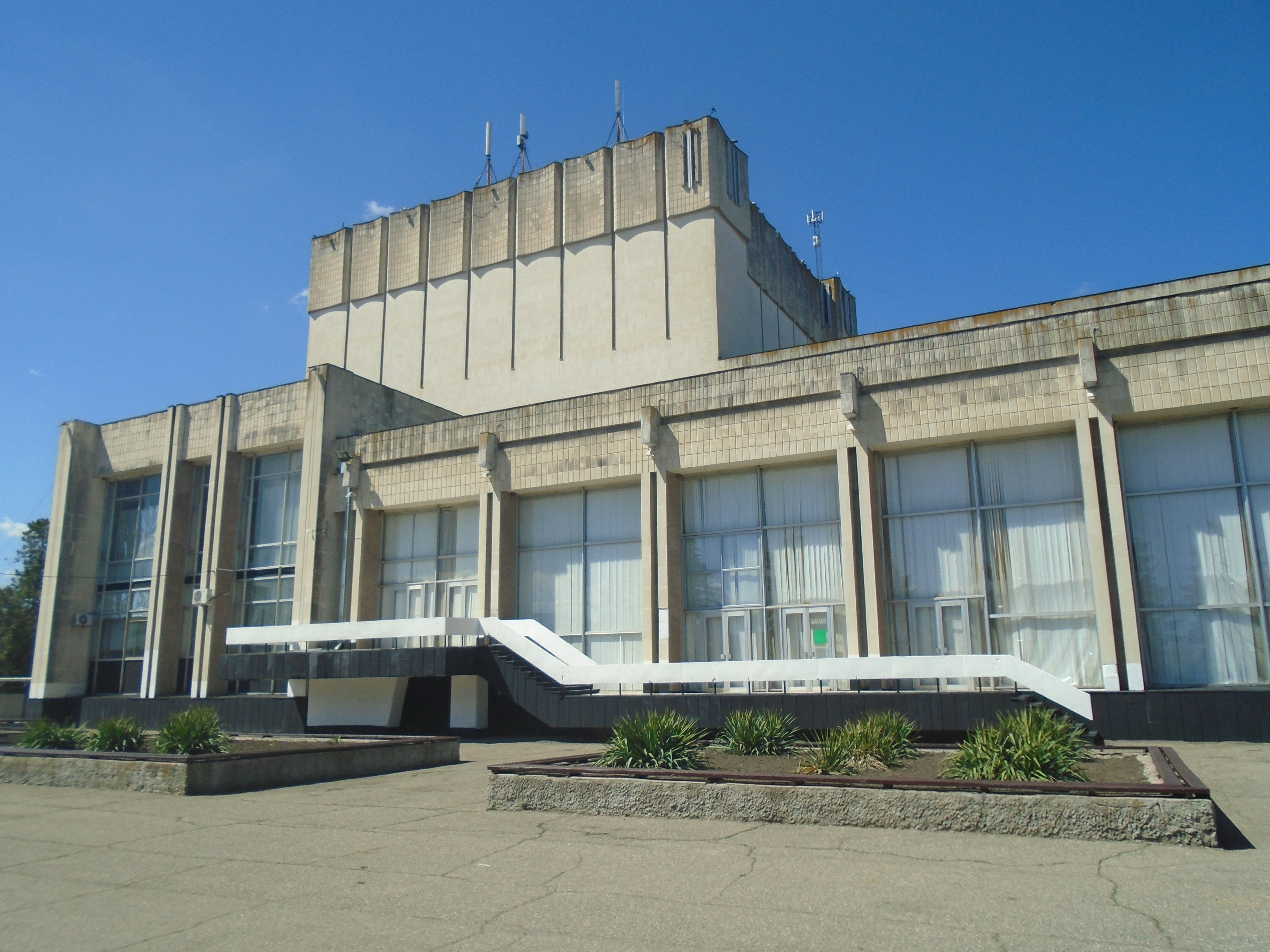
Социально-культурный комплекс станицы Ленинградской (СКК)

- Памятник Суворову А. В.
- Памятник Пушкину А. С.
- Два памятника Ленину В. И.
- Памятник-бюст Гоголю Н. В.
- Памятник-бюст Гонтарю Д. И.Социально-культурный комплекс станицы Ленинградской (СКК)
- Памятник-бюст Жукову Г. К.
- Памятник-бюст Буденному С. М.
- Памятник-бюст Толстому А. Н.

Спортивные объекты
- Центральный стадион[27].
- Центр плавания «Акватика»[28].

## Люди, связанные со станицей
- Гонтарь, Дмитрий Иванович — дважды Герой Социалистического Труда.
- Кузнецов, Юрий Поликарпович (1941—2003) — русский советский поэт.
- Мордяк, Алексей Пантелеймонович (1910—?) — Герой Социалистического Труда.
- Павленко, Николай Иванович (род. 1916) — российский историк и писатель.
- Рудьев, Андрей Петрович (род. 1966) — российский художник.
- Тумасов, Борис Евгеньевич (1926—2017) — советский, российский, кубанский писатель.
- Пальцева, Екатерина Андреевна — чемпионка мира по боксу 2019 года.